# 다그다시

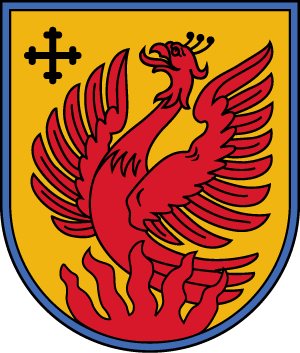
시 문장

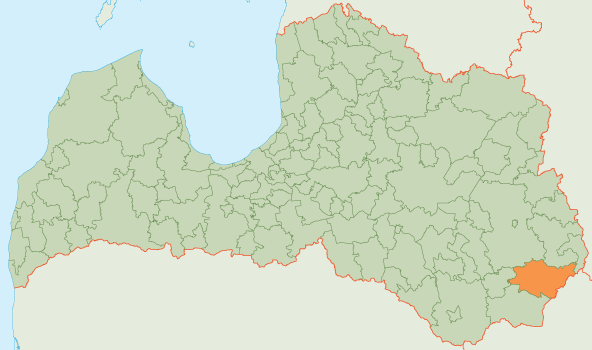
다그다 시의 위치

다그다시(라트비아어: Dagdas novads)는 라트비아의 지방 자치체로 행정 중심지는 다그다이며 면적은 948.8km2, 인구는 9,559명(2009년 기준), 인구 밀도는 10명/km2이다. 1개 도시, 10개 교구를 관할한다.